# Joshua Fishman
Joshua Fishman (iídiche: שיקל פֿישמאַן — Shikl Fishman; 18 de julho de 1926 – 1 de março de 2015) foi um linguista americano especializado em sociologia da linguagem, planejamento linguístico, educação bilíngue e linguagem e etnia.

## Início da vida e educação
Joshua A. Fishman (nome iídiche Shikl) nasceu e foi criado na Filadélfia. Sua irmã era a poetisa Rukhl Fishman. Ele frequentou escolas públicas enquanto também estudava iídiche nos níveis fundamental e médio. À medida que crescia, seu pai perguntava aos filhos na mesa de jantar: "O que vocês fizeram em iídiche hoje?" Ele estudou iídiche nas escolas Workmen's Circle, que enfatizavam o domínio da língua iídiche junto com um foco na literatura, história e questões sociais. Ele se formou na Olney High School. Ele frequentou a Universidade da Pensilvânia com uma bolsa de estudos do prefeito, de 1944 a 1948, obtendo um bacharelado e um mestrado, em história e psicologia, respectivamente. Ele obteve um doutorado em psicologia social pela Universidade de Columbia em 1953.
Ele é o pai de David Fishman e Avi Fishman.

## Carreira
Depois de se formar, ele estudou iídiche com Max Weinreich durante o verão de 1948. Durante esse período, ele recebeu um prêmio do YIVO (Instituto de Pesquisa em Iídiche) por uma monografia sobre bilinguismo. Em 1951-52, ele ocupou o cargo de assistente de pesquisa do Comitê de Educação Judaica de Nova York. Em Dezembro de 1951, casou-se com Gella Schweid, com quem partilhou um compromisso vitalício com o iídiche. Em 1953, ele concluiu seu doutorado em psicologia social na Universidade de Columbia com uma dissertação intitulada Estereótipos negativos sobre americanos entre crianças nascidas nos Estados Unidos que recebem vários tipos de educação de grupos minoritários.
Shikl foi abordado pelos Phillies de sua cidade natal e pediu que ele se juntasse à cabine de rádio e anunciasse a aparição de um rebatedor em iídiche em uma parte da semana judaica dos Phillies. Shikl recusou a oferta por medo de que isso "zombasse do iídiche". 
De 1955 a 1958, ele lecionou sociologia da linguagem no City College de Nova York, enquanto também dirigia pesquisas no College Entrance Examination Board. Em 1958, foi nomeado professor associado de relações humanas e psicologia na Penn. Posteriormente, aceitou o cargo de professor de psicologia e sociologia na Yeshiva University, em Nova York, onde também atuaria como reitor da Ferkauf Graduate School of Social Sciences and Humanities, bem como vice-presidente acadêmico. Em 1966, foi nomeado Professor Universitário de Pesquisa em Ciências Sociais.
Em 1988, tornou-se professor emérito e filiou-se a diversas outras instituições: Professor visitante e pesquisador visitante, Escola de Educação, Linguística Aplicada e Departamento de Linguística, Universidade Stanford; Professor adjunto de Educação multilíngue e multicultural, Escola de Educação, Universidade de Nova York; Professor visitante de Linguística, Universidade da Cidade de Nova York, Centro de Pós-Graduação. Ele ocupou cargos de visitante e bolsas de estudo em mais de uma dúzia de instituições ao redor do mundo, incluindo o Centro de Estudos Avançados em Ciências Comportamentais (Stanford, CA) e o Instituto de Estudos Avançados (Princeton, NJ).

## Impacto
Fishman escreveu mais de 1.000 artigos e monografias sobre multilinguismo, educação bilíngue e educação de minorias, sociologia e história da língua iídiche, planejamento linguístico, reversão da mudança linguística, renascimento da língua, 'língua e nacionalismo ', 'língua e religião' e 'língua e etnia '. Fishman é o fundador e editor da série de livros 'Contribuições para a Sociologia da Linguagem', de Mouton de Gruyter.
Fishman concebeu a influente Escala Graduada de Ruptura Intergeracional  (GIDS), usada para determinar se as línguas estão ameaçadas, no seu livro Reversing Language Shift. O GIDS aprimorado foi baseado nisso e é usado pelo Ethnologue.
De acordo com Ghil'ad Zuckermann, "O fundador e editor geral da principal publicação arbitrada International Journal of the Sociology of Language, Fishman criou uma plataforma intelectual que facilitou muito a introdução e disseminação de novos modelos e teorias revolucionárias que levaram a numerosos debates acadêmicos, sínteses e intercâmbio de ideias. Ele frequentemente atuou como uma ponte epistemológica entre, e antídoto para, discursos paralelos." :149–152
E “deve-se avaliar a amplitude e a profundidade da obra de Fishman através de uma lente combinada judaico-sociolinguística”. :149–152Zuckermann argumentou que "a pesquisa de Fishman incorpora a integração da erudição judaica com a linguística geral. [...] A linguística judaica, a exploração de línguas judaicas como o iídiche, moldou a sociolinguística geral. Ao longo da história, os judeus foram imigrantes multilíngues, resultando em línguas judaicas que incorporam mecanismos intrincados e intrigantes de contato e identidade linguística. Essas línguas foram, portanto, terreno fértil para o estabelecimento e evolução da sociologia da linguagem em geral. Dada a importância no judaísmo não apenas de mentshlikhkayt (cf. humanidade), mas também da educação e da dialética 'por outro lado', não é surpreendente encontrar o instituto Fishman abrindo caminho simultaneamente tanto na erudição iídiche em particular quanto na sociologia da linguagem em geral." :149–152

## Honrrarias especiais
Em 1991, Fishman foi homenageado com duas publicações Festschriften para celebrar seu 65º aniversário, cada uma repleta de artigos de colegas que seguiam seus interesses. Uma era uma coleção de três volumes de artigos relacionados aos seus interesses, editados por Garcia, Dow e Marshall, a outra um único volume editado por Cooper e Spolsky.
Em 1999, Fishman recebeu o Prêmio Itzik Manger por contribuições às letras iídiche.
Em 2004, foi-lhe atribuído o Prémio Linguapax. Foi também nomeado “membro honorário da Academia Real de Língua Basca”.
Em 10 de setembro de 2006, Fishman foi homenageado com um simpósio de um dia na Universidade da Pensilvânia, em comemoração ao seu 80º aniversário. Ele morreu no Bronx, Nova York, em 1º de março de 2015, aos 88 anos

## Arquivos
Em 1994, as Bibliotecas da Universidade de Stanford criaram os 'Arquivos da Família Joshua A. Fishman e Gella Schweid Fishman' dentro de sua Seção de Coleções Especiais. O arquivo contém rascunhos de livros e artigos publicados posteriormente, esboços de cursos, palestras dadas, correspondências profissionais, correspondênciafamiliar, fotografias, fitas de áudio, fitas de vídeo e outros materiais pertinentes ao trabalho de Fishman.